# Koigi
Koigi (deutsch: Koik) war eine Landgemeinde im estnischen Kreis Järva mit einer Fläche von 204,45 km². Sie hatte 1114 Einwohner im Jahre 2010. 2017 wurde Koigi Teil der Gemeinde Järva.
Neben dem Hauptort Koigi (527 Einwohner) gehörten zur Gemeinde die Dörfer Huuksi, Kahala, Keri, Lähevere, Prandi, Päinurme, Pätsavere, Rutikvere, Silmsi, Sõrandu, Tamsi, Ülejõe, Vaali und Väike-Kareda.
Besonders sehenswert ist das 1771 im frühklassizistischen Stil errichtete Herrenhaus von Koigi mit seinem Portikus aus toskanischen Säulen.
In Koigi sind geboren:
- Johann von Grünewaldt (1796 – 1862), russischer Zivilgouverneur des Gouvernements Estland
- Johann Ernst von Grünewaldt (1835–1901), estländischer Landrat
- Otto Magnus von Grünewaldt (1801 – 1890), estländischer Landrat
- Moritz von Grünewaldt (1797 – 1877), russischer General der Kavallerie